# Ruud Wielart
Ruud Wielart (* 3. Mai 1954) ist ein ehemaliger niederländischer Leichtathlet, der sich auf den Hochsprung spezialisiert hat. Er war Inhaber des niederländischen Landesrekordes und feierte seinen größten Erfolg mit dem Gewinn der Bronzemedaille bei den Halleneuropameisterschaften 1977 in San Sebastián. Sein Sohn Jurgen Wielart ist ebenfalls als Leichtathlet aktiv.

## Sportliche Laufbahn
Erste internationale Erfahrungen sammelte Ruud Wielart im Jahr 1973, als er bei den Junioreneuropameisterschaften in Duisburg mit übersprungenen 2,00 m den zwölften Platz belegte. 1977 gewann er bei den Halleneuropameisterschaften in Donostia / San Sebastián mit 2,22 m die Bronzemedaille hinter dem Polen Jacek Wszoła und Rolf Beilschmidt aus der DDR und im Jahr darauf blieb er bei den Europameisterschaften in Prag in der Qualifikationsrunde ohne eine übersprungene Höhe. 1980 belegte er bei den Halleneuropameisterschaften in Sindelfingen mit 2,26 m den siebten Platz und trat daraufhin nicht mehr international in Erscheinung.
In den Jahren 1973, 1975 und 1976 sowie 1979 und 1980, 1985, 1986 und 1988 wurde Wielart niederländischer Meister im Hochsprung im Freien sowie 1974, 1976 und 1977, von 1979 bis 1981 und 1985 und 1986 in der Halle.